# Etruszk művészet
Az etruszk művészetet az etruszkok hozták létre. A sok – keleti és görög – forrásból táplálkozó művészet a i. e. 8. században nyert önálló formát. Központja a Tiberis és az Arno folyók által bezárt terület volt. Később óriási szerepet játszott a római művészet kialakulásában.

## Korszakolás

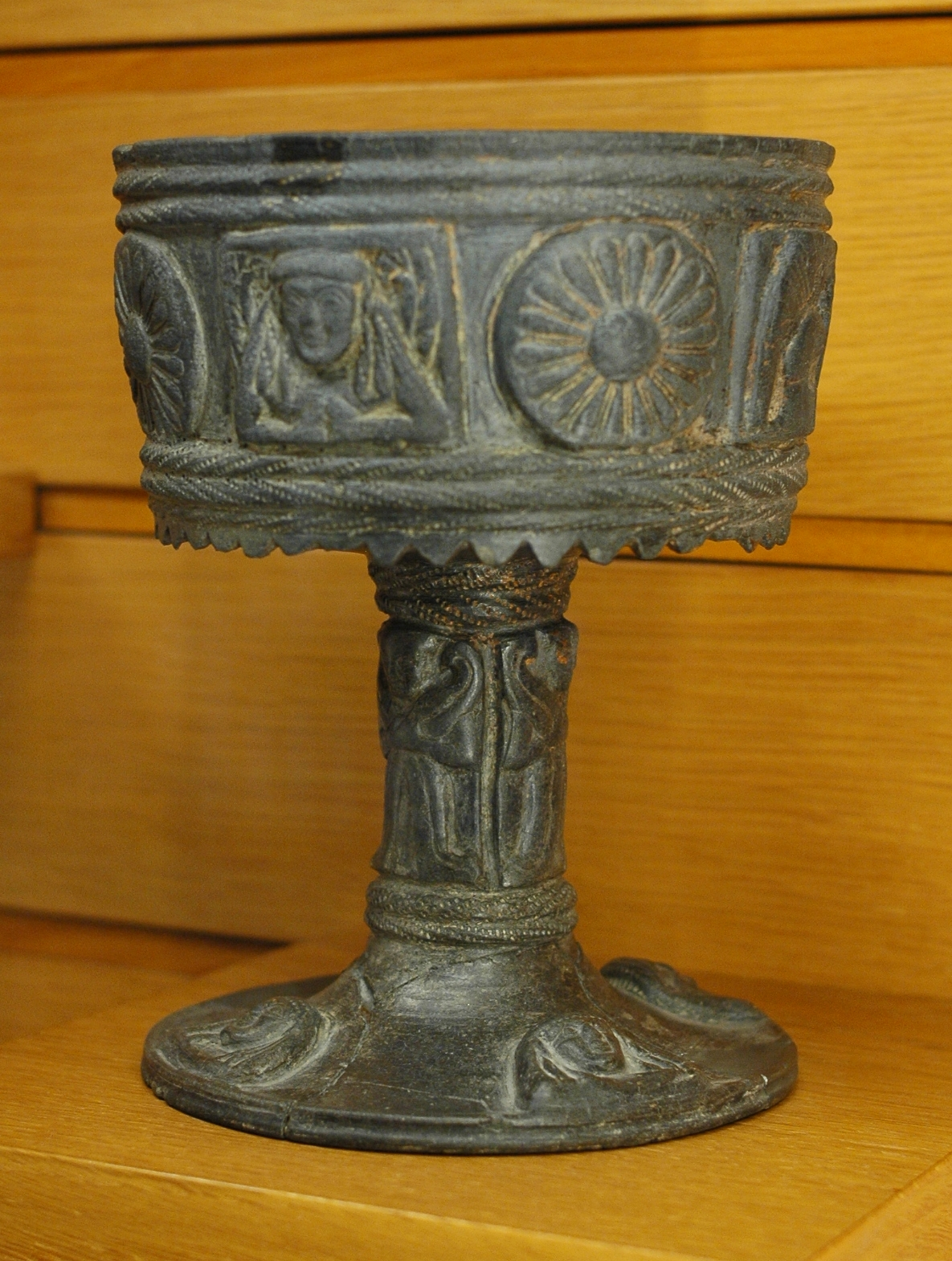
Bucchero kehely

Ahogyan az etruszk történelem és anyagi kultúra emlékei sorra felszínre kerülnek, majd azokat régészek, történészek, művészettörténészek vallatóra fognak, a korábban csak általános – és bizonytalan – etruszk stíluskategóriába sorolt alkotások sora alapján egyre határozottabban rajzolódik ki a tulajdonképpeni etruszk civilizáció művészetének fejlődési folyamata, figyelembe véve az egyes korszakok technikai technológiai adottságait és az akkor élő regionális és nagytérségi (pl. kereskedelem) hatásokat is. E tekintetben úttörő jelentőségűnek tekinthető a magyarországi művészettörténeti szakirodalom (Főníciai és etruszk művészet – lásd szakirod.) fejlődésleíró- és kategorizáló vázlatos kísérlete: 
- Lásd még: Etruszkok

### A Villanova civilizáció (i.e. 9 – i. e. 8. sz.)
A vaskori Itáliában több, végleges formáját csak a későbbi történelmi korban elnyerő etnikai-kulturális alakulat jött létre. Közülük a legjelentősebb – amelyet hagyományosan Villanova-kultúrának nevezünk – az i. e. IX. és VIII. század között fejlődött ki. Az etruszk civilizáció földrajzi és kulturális értelemben ennek folytatója. Ezért a Villanova-kultúrát tekintjük az etruszk kultúra legősibb formájának. A Villanova-kultúra protourbánus civilizáció volt; alapvető településformája a falu, fő lakóegysége pedig a kunyhó.
Településeik az i. e. 10–11. században jelentek meg, előbb a Tirrén-tenger partján, majd a félsziget belsejében, a Tiberis és az Arno folyók közötti vidéken, a mai Toszkána és Emilia-Romagna tartományok területén.
Ami a temetkezést illeti, eleinte egyszerű kis aknasírok-ban helyezték el a hamvakat, majd később áttértek a hantolásos temetkezésre, s ekkortól gödörsírokba temették halottaikat. Mivel az általuk elfoglalt terület rendkívül termékeny, erdőborította és ásványkincsekben igen gazdag föld volt, gyors fejlődésnek indult a mezőgazdaság és a kohászat. Emiatt Etruria hamar bekerült a távolsági kereskedelem vérkeringésébe, s így Itáliába is érkeztek luxuscikkek Szardíniából, a Közel-Keletről és az Alpokon túlról, továbbá festett kerámiatárgyak Görögországból.

### Orientalizáló korszak (i. e. 750k. –i. e. 625k.)
Az etruszk művészet első korszakának legjelentősebb leletei Vetulonia, Caere, Clusium, Tarquinii és Praeneste települések nekropoliszaiból származnak, és azt mutatják, hogy az etruszk kultúra ebben az időben közelebb álltak a keleti művészetekhez. Egyiptomi, föníciai, urartui tárgyak és azok helyi utánzásai jelentek meg a korábbi itáliai kultúráktól örökölt és továbbalakított műfajok mellett. A kor sírjainak jellegzetes tárgyai a domborművek és a keletről tanult granuláció technikájának továbbfejlesztésével készült aranyékszerek. A korszak utolsó harmadában alakult ki a kerámia sajátos, ún. Bucchero technikája, az edényeket ekkor orientalizáló motívumok díszítették. A szobrászat legfontosabb emlékei a bronz- vagy terrakottafejek és -maszkok, és az emberplasztika. A sírépítészet valószínűleg keleti eredetű formái közt megjelenik a tumulus, benne egy vagy több folyosós, kerek vagy négyzet alaprajzú sírkamrával.

### Archaikus korszak (i. e. 625k. –i. e. 550k.)

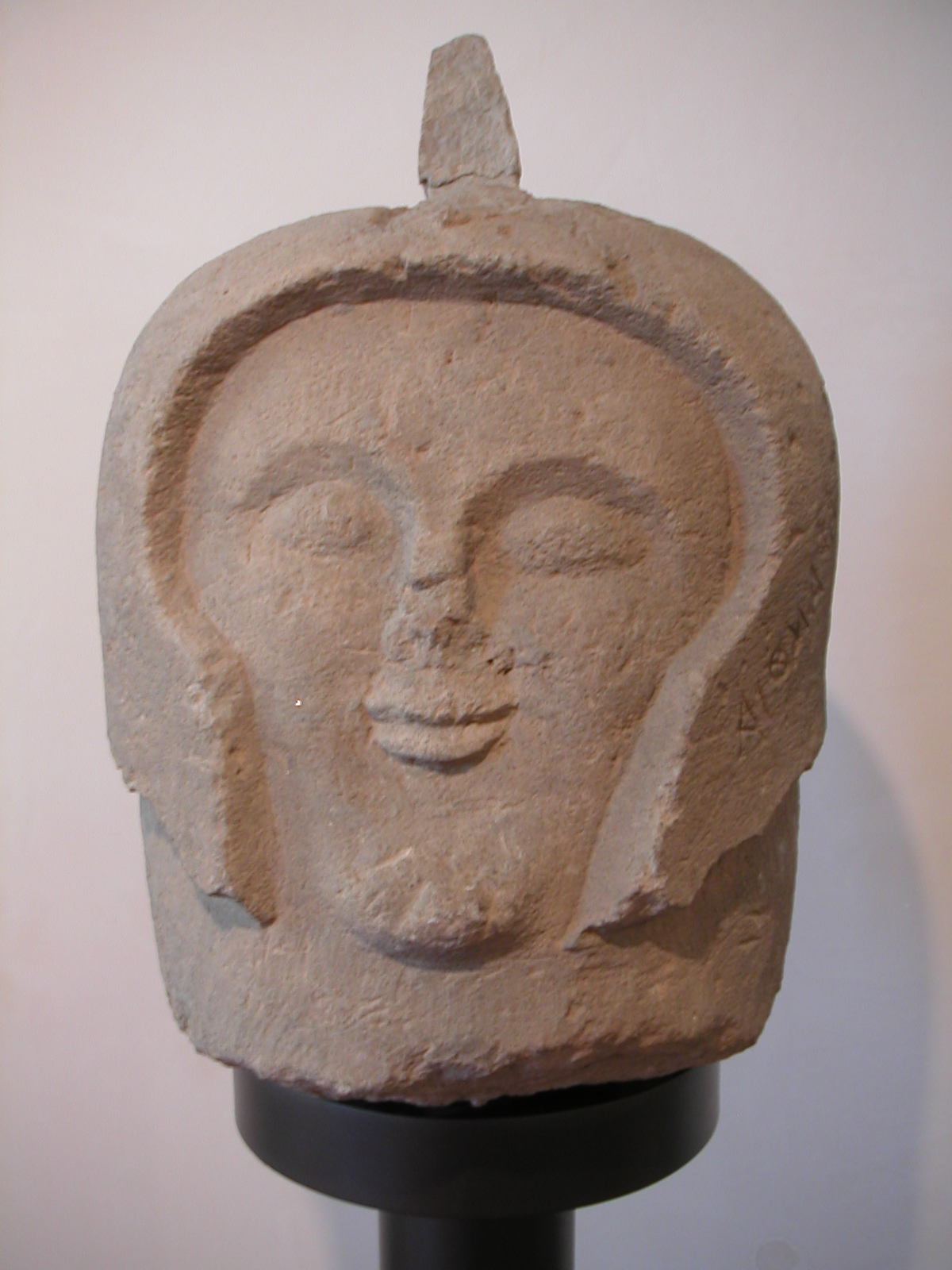
Emberfej

Az archaikus korban az etruszkok már politikai nagyhatalommá váltak. A legerősebb hatás a korinthoszi volt, de mellette a krétai, a keleti görög, és az attikai művészet termékei és hatásai is eljutottak Etruria földjére. A városfalak építésénél korán megjelent a hatalmas, négyszögletes kövek alkalmazása.
A templomépítészetben a görög mellett az etruszk forma is kialakult: az oszlopsor nélküli templomok emelt pódiumon álltak, egy homlokzatuk volt. Az egy, később több cella a nyitott előtérre nyílt. A teteje laposabb volt, mint a görögség templomaié, az oszlopok pedig alacsonyabbak, ezért aztán az épület szélesebbnek, zártabbnak tűnt, mint a görög templomok, amelyektől a fagerendázatot fedő domborműves terrakottalapok tarkaságával is elütött. Követ pusztán a nagyobb épületek alapozásához használtak, egyébként főleg fából és agyagból építkeztek. Sajátos etruszk oszloptípusok is kialakultak.
A sírkamrák falát festményekkel díszítették. Ekkor alakult ki a maga teljességében a szobrászat is, terrakottát és puha kőfajtákat használtak. Az észak-etruriai városokban megjelent a bekarcolt vagy domborműves, álló alakkal díszített, félköríves lezárású sírsztélé. Az arany- és ezüsttárgyak, elefántcsont-faragványok, fajansz- és alabástrom edények, festett strucctojások a sírok lakóinak ízlését mutatták, a bronzedények díszítésével együtt. A bronz kisplasztika mesterművei e korból az Arezzo melletti Brolio egy leletének ember- és állatalakjai. A legnépszerűbbek a domborműves edények és a főleg gyakran pecséthengerrel díszített bucchero-vázák voltak.

### Virágkor (i. e. 550k. –i. e. 470k.)

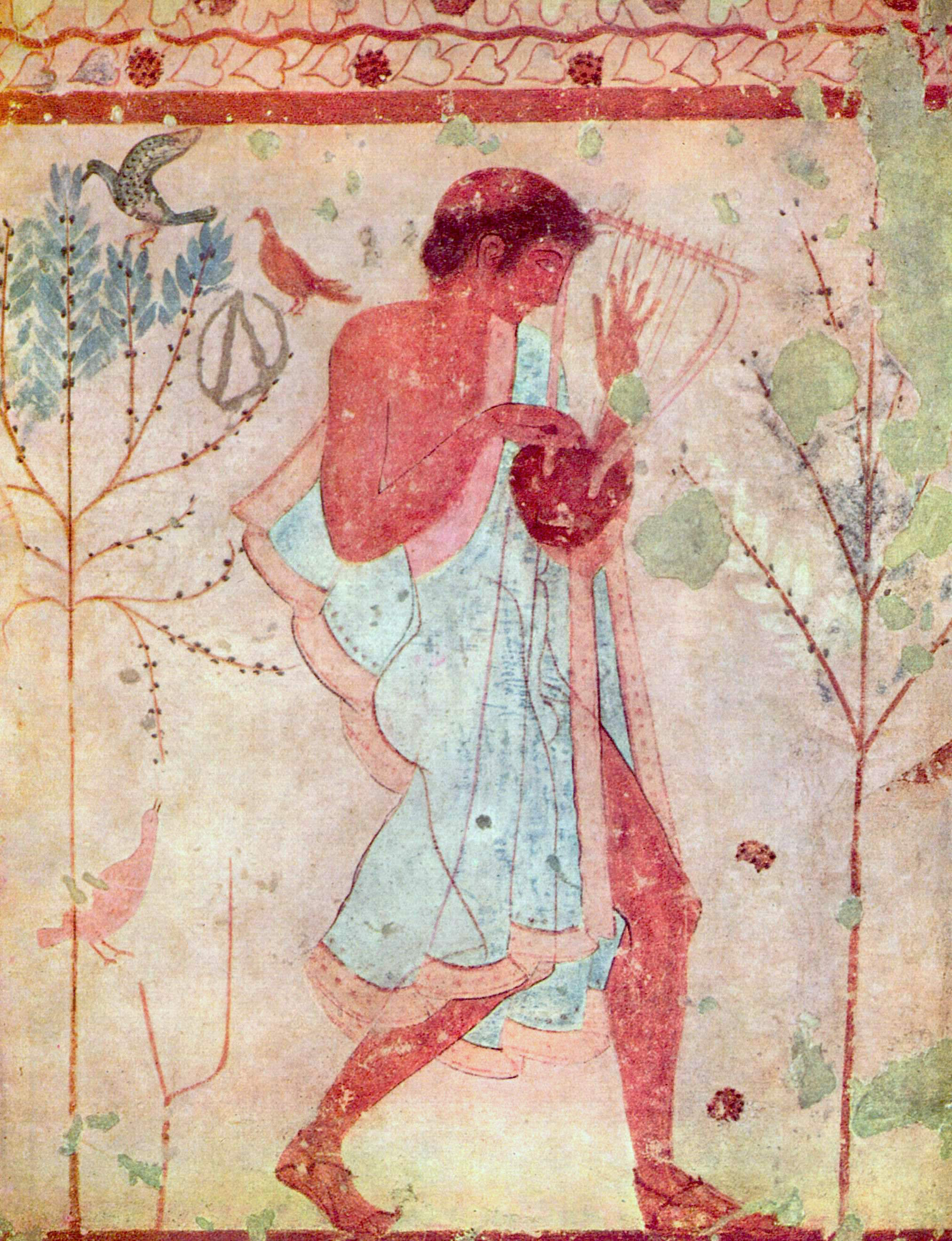
Lírajátékost ábrázoló etruszk falfestmény

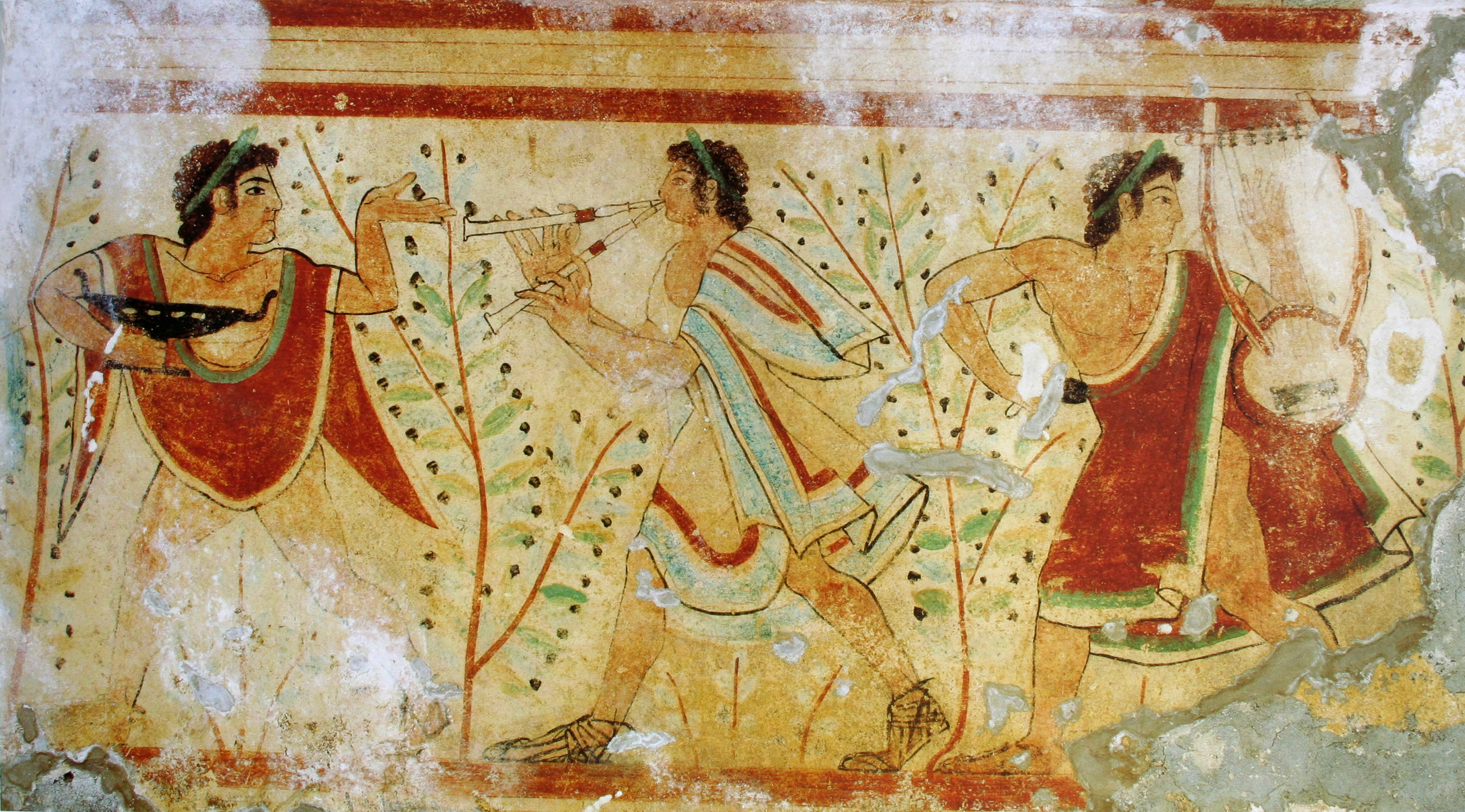
Zenészek. Freskó etruszk sírkamrában

Az etruszk művészet virágkorában a kapcsolatok jelentősen megerősödtek a görögséggel, amely elsöprő jelentőségű hatást gyakorolt az etruriai kultúrára. A falfestmények leggazdagabb sorozata maradt meg, elsősorban Tarquiniiben. A lakóhelyiségnek kiképezett sírkamrák falain az élet felfokozottan vidám jelenetei: lakoma, zene, tánc, versenyek, küzdelmek, játékok és vadászat váltakoznak. A festmények derűs, telt színeikkel nemcsak a görög festészetre utalnak, hanem a természet, ég, víz, erdő rajzában és a jeleneteket színesítő játékosságban (szaladó egér, ágakon éneklő madarak) sajátosan etruszk elemeket is fenntartottak, ahogy az ábrázolások tárgya is a nép életének hétköznapi és ünnepi mozzanatait mutatja be (madárjósok, véres állatviadalok, táncosok stb.) a görög vázákról ismert motívumok mellett.
A tarquinii sírfestmények a i. e. 5. századtól már az attikai vörösalakos vázafestészet hatásait mutatják. Ebből az időből Clusiumban is fennmaradt néhány. A jellegzetes temetkezési forma a domborműves díszítésű terrakotta- és kőből készült sírláda, a négyszögletes cippus volt ebben a korban, a tarquinii freskókhoz hasonló jelenetekkel. Caerében a i. e. 6. század utolsó negyedében életnagyságú agyagszarkofágokat is készítettek, amik a halott feleségét felkönyökölve ábrázolták. 

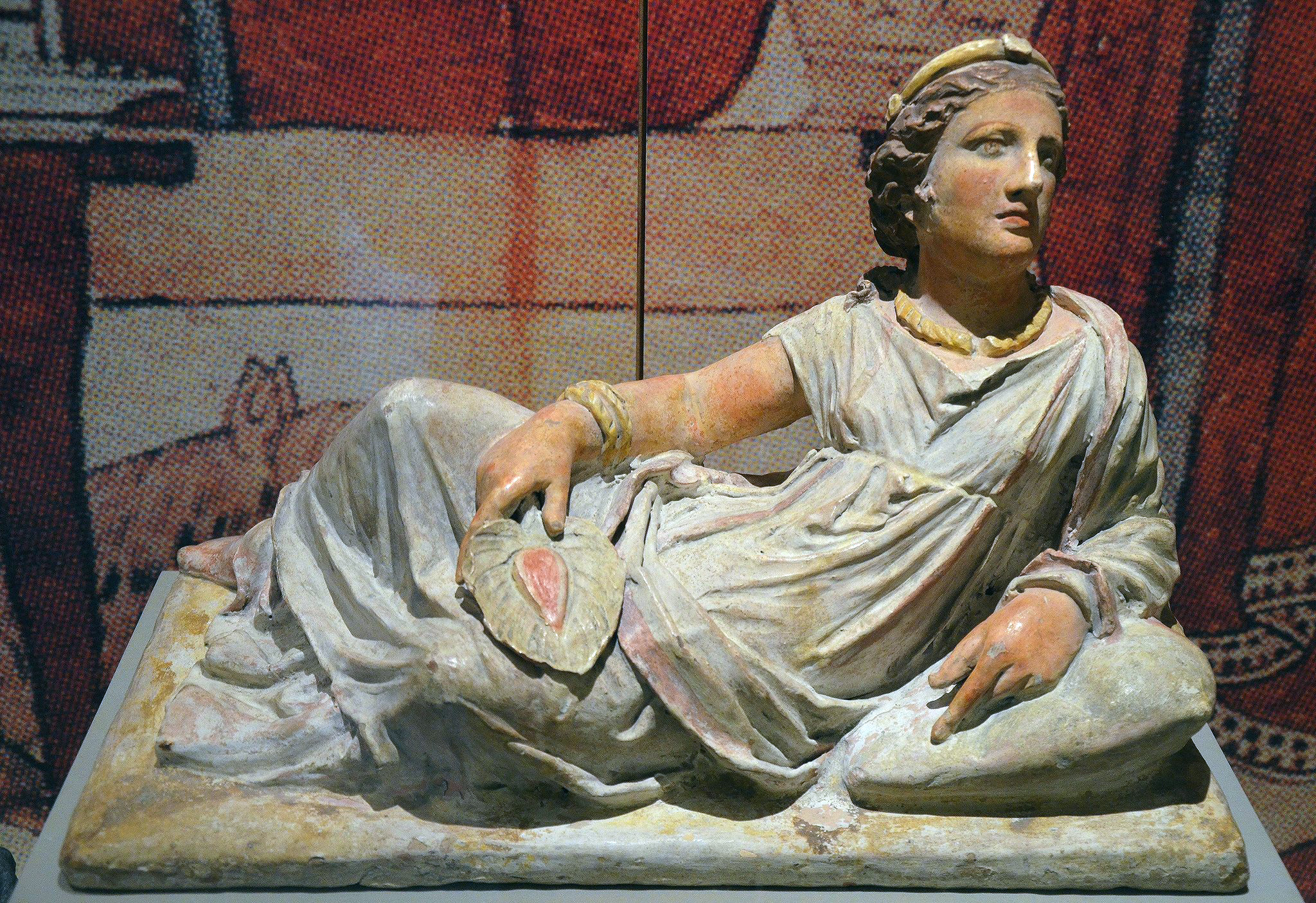
Síremlék

A kor legnagyobb szobrászati alkotásai a századforduló táján Veiiben készült templomdíszítő terrakottaszobrok, amelyek többek között Apollónt, Hermészt és Létót ábrázolják. Ebben a korszakban működhetett Vulca, egyetlen ismert nevű etruszk szobrász is, aki oromcsoportokat készített terrakottából a görög mintákat követve. Az épületeket fedő domborműves, festett terrakottalapok művészete elsősorban Campania etruszk városaiban virágzott.
A bronzművesség első központjai északon, a rézlelőhelyek közelében voltak. Közép-etruriai műhelyből származhatott a korszak elejének két monumentális bronz domborműve, a montelonei és a Castel San Marinói díszkocsi, mitológiai és csatajelenetekkel. Később Caere és Vulci a bronzművesség központja, s a i. e. 6. század utolsó negyedétől kezdve innen kikerülő edények, füstölők, kandeláberek, sisakok az antik fémművesség leghíresebb termékei lettek, amiket többek között az Alpokba is exportáltak. Új műfaj volt a tükrök hátlapjának díszítése és a gemmavésés. A fémtárgyakat a granuláció néven ismert eljárással aranyozták, azaz apró aranyszemcséket forrasztottak felületükre – ezt az eljárást azóta sem sikerült rekonstruálni.
A kerámiák közül a bucchero-edények egyre zsúfoltabb és erőteljesebb plasztikus díszítésűek, durvább formájúak és kivitelűek lettek, már ritkán művésziek. Görög hatásra felvirágzott az etruszk feketealakos vázafestészet, előbb keleti görög, később attikai minták nyomán.

### „Etruszk középkor” (i. e. 470k. –i. e. 390k.)
Ebben a korban ismeretlen okból kifolyólag a sírfestészet szinte megszűnt, s a szobrászatnak csak egy-két jelentősebb bronz- (capitoliumi farkas, arezzói Chimaera, cortonai lámpatartó Szilénoszokkal), terrakotta- (épületdíszítő csoportok Falerii Veteresből és Orvietóból) és kő- (az Alvilág-istennő ülő alakja) alkotása érdemel figyelmet. A kisipar is hanyatlani kezdett, a régi díszítések eltűntek, s csak az attikai vörösalakos vázákat utánzó edények jelentenek egy kis változatosságot. 

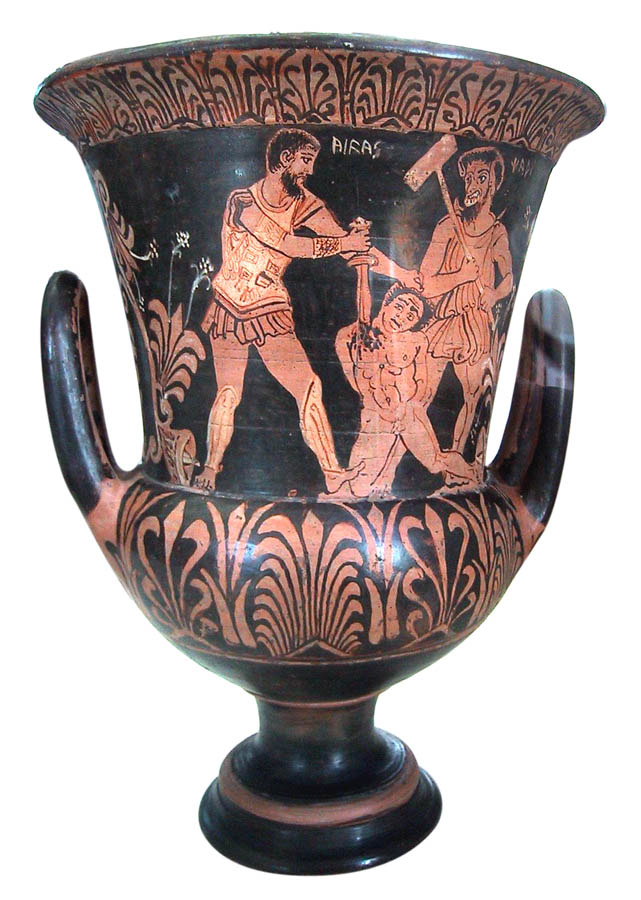
Vörösalakos kratér

### „Etruszk reneszánsz” (i. e. 390k. –i. e. 290k.)
Abban az időszakban, amikor Róma végleg kiterjesztette befolyását teljes Közép-Itáliára, újra felvirágzott az etruszk kultúra a klasszikus görög művészet hatására. A szobrászatban Polükleitosz és Pheidiasz, a festőművészetben Polügnótosz fény-árnyék-, és térhatás területén szerzett tapasztalatai továbbfejlesztve jelentek meg az etruszkoknál, hogy koruk új mondanivalóját is kifejezhessék. A művészet központjai már nem a tengerparton, hanem Etruria belső területein jelentkeztek.
Az újra felvirágzó sírfestészet emlékeinek lelőhelyei Tarquinii mellett Vulci és Orvieto. Az archaikus sírképek derűs jeleneteit most az alvilági farkasfejes halálisten, madárcsőrű kígyós haláldémon, valamint a mitológia és a történelem véres jeleneteinek realisztikus ábrázolásai váltották fel. A ritka, festett szarkofágok mellett egyre gyakoribbak a domborműves díszítésű sírok: tetejükön a halott képmása látható felkönyökölve, vagy a Karthágóból átvett szokás szerint, háton fekve. Felsinában (Bologna) ekkor készültek a félkörös, alacsony sírsztélék legszebb darabjai: többsávos, domborműves díszítésük középpontjában a túlvilágra utazó halott alakjával.
A szobrászat főleg a terrakotta plasztikában alkotott jelentős műveket. Tömegesen készültek a fogadalmi szobrocskák, mint például az Ökleivel szántó paraszt. Egy részüknél az emberi test nagyon absztrakt. A díszítőművészetek színvonala magas. Ekkor élte fénykorát a faliscus műhelyekben – Volaterrae, Vulci – az etruszk vörösalakos vázafestészet.Új formákkal gazdagodott a karcolt tükrök művészete, aminek Praeneste volt az egyik fő centruma. Új lendületet kapott az aranyékszerek készítése, a gemmavésés, az elefántcsontfaragás is.

### Az itáliai hellenizmus kora (i. e. 3. század–i. e. 1. század)
Az erősen rómaiasodó etruszk arisztokrácia művészete mindinkább az itáliai hellenizmus részévé vált, így gyakran csak lelőhelyük vagy feliratok alapján társíthatunk egyes műveket etruszkokhoz.
Megépültek a boltíves városkapuk. A templomépítészetben a háromcellás beosztás kapott domináns szerepet. A lakóházakról a sírkamrák adnak képet, különösen értékesek ebből a szempontból azok, melynek domborműves díszei a lakóház felszerelését mutatják meg. A sírfalak festése is előfordul. A domborműves szarkofágok mellett a halottégetés elterjedésével szarkofág alakú, agyagból, kőből vagy alabástromból készült hamvurnák, a görög mitológia jeleneteit etruszk motívumokkal ábrázoló domborművekkel, fedelükön a halott fekvő alakjával. Az urnákon ábrázolt arcok és fogadalmi célokra készített terrakottafejek egyéni vonásokat hordoznak. A bronzszobrászat néhány kimagasló alakja is római portréművészetet előlegezi meg. A karcolt tükrök, vésett kövek, arany ékszerek, bronz és terrakotta kisplasztika és a használati tárgyak közül is sok kimagasló darab akad, amik a pompeii művészetben nyernek folytatást. A vallási kultuszok néhány érdekes emléke is ebből a korból származik, (piacenzai bronzmáj, bronz augur, zágrábi múmiatekercs etruszk szertartásszöveggel). Az i. e. 1. században az etruszk nyelv kihalásával párhuzamosan a művészet végleg beolvadt az itáliai – római – kultúrába.

### Az etruszk művészet és távoli visszhangjai a toszkániai művészetben

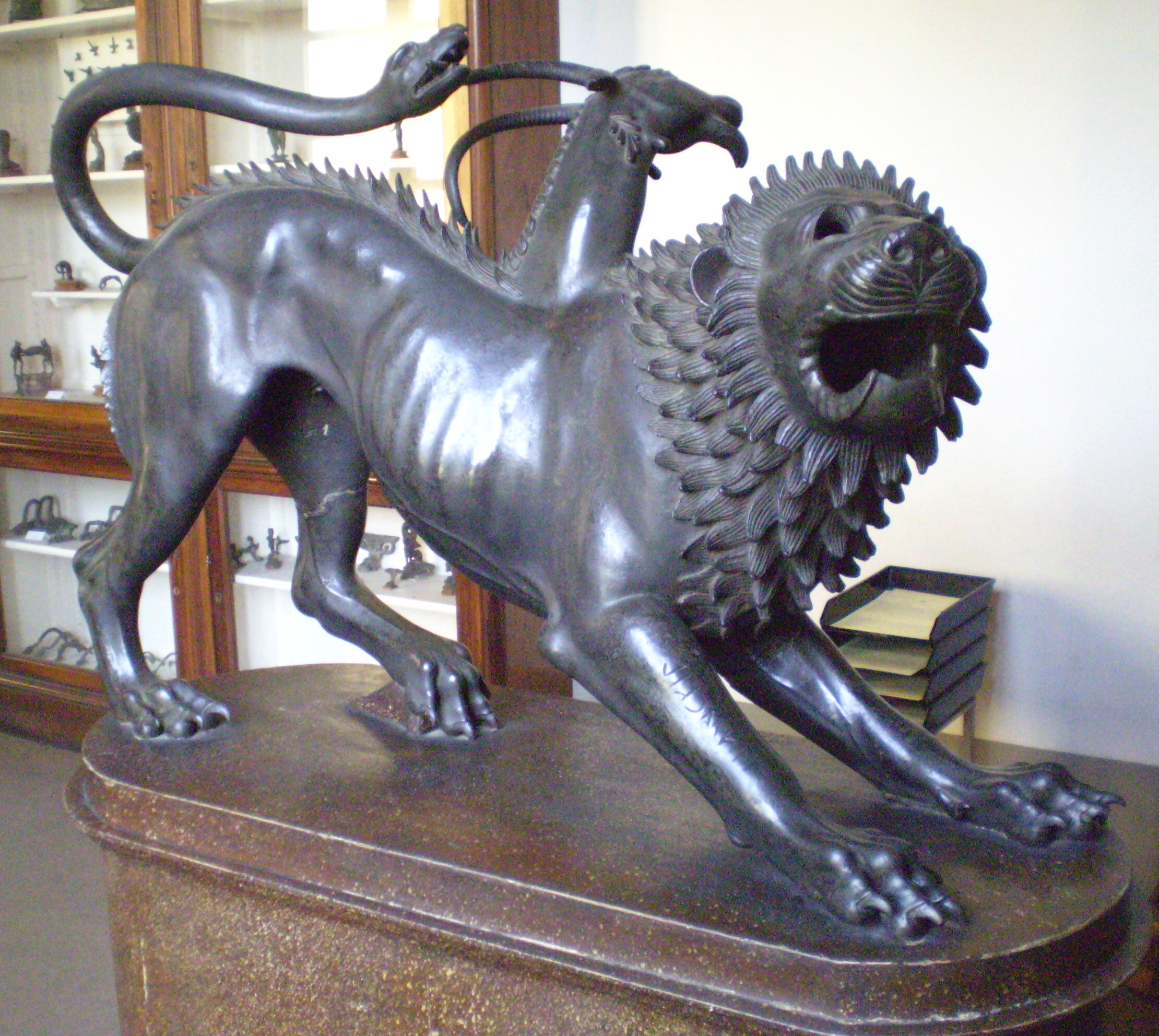
Az arezzoi oroszlán, etruszk kori bronzszobor

Szárnyas lovak hámmal, terrakotta dombormű, etruszk művészet a hellenisztikus korból (a Királynő Oltár templomának maradványai, jelenleg a Tarquinia-i Palazzo Viteleschiben)

Nyugat-Eurázsiának vannak művészetekkel gazdagon rétegzett tájai. Ezek között is kiemelkedően kedvelt, ismert és csodált az a művészeti hagyomány, amely az egykori etruszk nép itáliai földjén a Kr. e. 1 évezredben létrejött. Az évezred elején érkeztek a fejlett keleti kultúrákat magukkal hozó hajósnépek Itália földjére, mocsarakat csapoltak le, kőből városokat építettek, gazdag ipart, fémművességet hoztak létre. A szomszédos itáliai törzsekkel versenyezve fejlődtek azzá az etruszk városi szövetséggé, amely a korai Rómának három királyt is adott. Később azonban az etruszkok alulmaradtak a latin törzsekkel vívott harcban és munkájuk beépült Római Birodalom műveltségébe. Róma első császára, Octavianus is, a későbbi Augusztusz császár, ősi etruszk családból származott. Etruszk család sarja volt a máig szép emlékű Mecénás, aki a fölvirágzó Róma költőit is támogatta.
A Római Birodalom meggyengülése, majd összeomlása után Itália városállamokra tagolódott. Tartományi nevén Toszkána az, amelyben az etruszk hagyományok mint-egy ismét föltámadtak és Firenze központtal a reneszánsz fölvirágzást adták Európának. A halhatatlan emlékű Michelangelo talán az az alkotó mester, aki örök időkre emlékezetessé tette számunkra az etruszk művészetet. Nemcsak a szobrászatban, hanem a festészetben és az építészetben is maradandót alkotott. Néhány alkotásáról elmondható, hogy folytatja az akkor már 2500 éves etruszk hagyományokat. Ennek legszebb példája az a szoborcsoport, amelyből Budapesten is legalább félszáz található a millenniumi főváros építészetének alkotásain. A két Medici-herceg síremlékére hasonló elrendezésű két szoborcsoportot faragott Michelangelo. A Sagrestia Nuova kápolnában látható műalkotások mellékalakjai az etruszk síremlékekről vett emberalakokhoz hasonlóan könyöklő helyzetben vannak ábrázolva. Tartásuk azonban sokkal feszültebb, életteljesebb, mint az etruszk szobrok. A Hajnal és az Alkony, a Nappal és az Éjszaka allegorikus szobrait azóta viszontlátjuk díszes ablakpárkányokon ma is, nem csak Budapesten, de szerte Európában. Az etruszk művészet, s folytatása a római és toszkánai művészet, gazdag tárháza a műveltségek rétegződésének. Az eurázsiai művészeteknek olyan ága ez, amely megőrizte szépségét és kifejezőerejét évezredeken át.

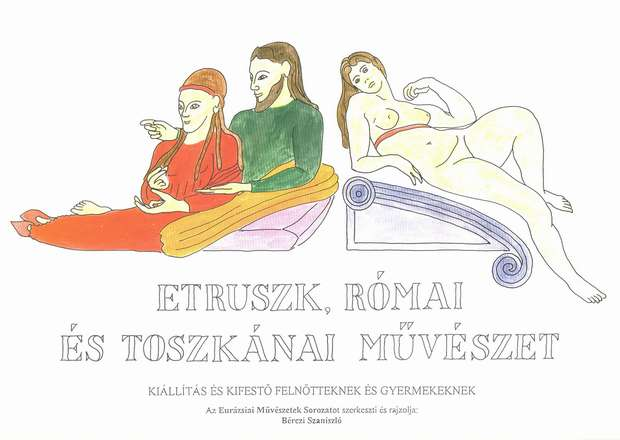
Etruszk, római és toszkánai művészet füzet

Az etruszk műveltségnek van egy másik ága is, amely Rómán át a reneszánszban megélt újbóli kibontakozással, máig hatol. Ez pedig a műszaki alkotás művészete. A keleti építészetből Nyugat-Eurázsiába elszármazott boltív már az etruszk városok építészetében megjelenik. Viaduktok épülnek boltíves szerkezettel. A mérnöki építészetet Róma fölvirágoztatja birodalomszervező munkája során. A nagy távolságokon át vizet szállító völgyhidak mellett a boltív a középületeken is elterjed, elsősorban kapuzatokon, de később már a nagy római színházépítmény, a cirkusz legfőbb díszítőeleme lesz. Legismertebb az Etruriával határos területen, Rómában megépült Kolosszeum boltívsora, de a Földközi-tenger medencéjét körbevevő római államoknak csaknem mindegyikében máig fönnmaradt, ha romos állapotban is, egy-egy ilyen építészeti tanú arról, hogy egy rendkívül fejlett műveltségű nép találmányait, vívmányait, életminőségét egy-egy szervező birodalom sokak számára elérhetővé teheti. Ez a műszaki művészeti szál az, amely szintén nagyszerű alkotóban csúcsosodik ki a reneszánsz idején: Leonardo da Vinciben. Az ő gépei, mozgástanulmányai, tervei és megvalósított szerkezetei is mind az egykori fejlett etruszk műveltség időben már távoli, de erejében annál elevenebb hatásáról tanúskodnak.

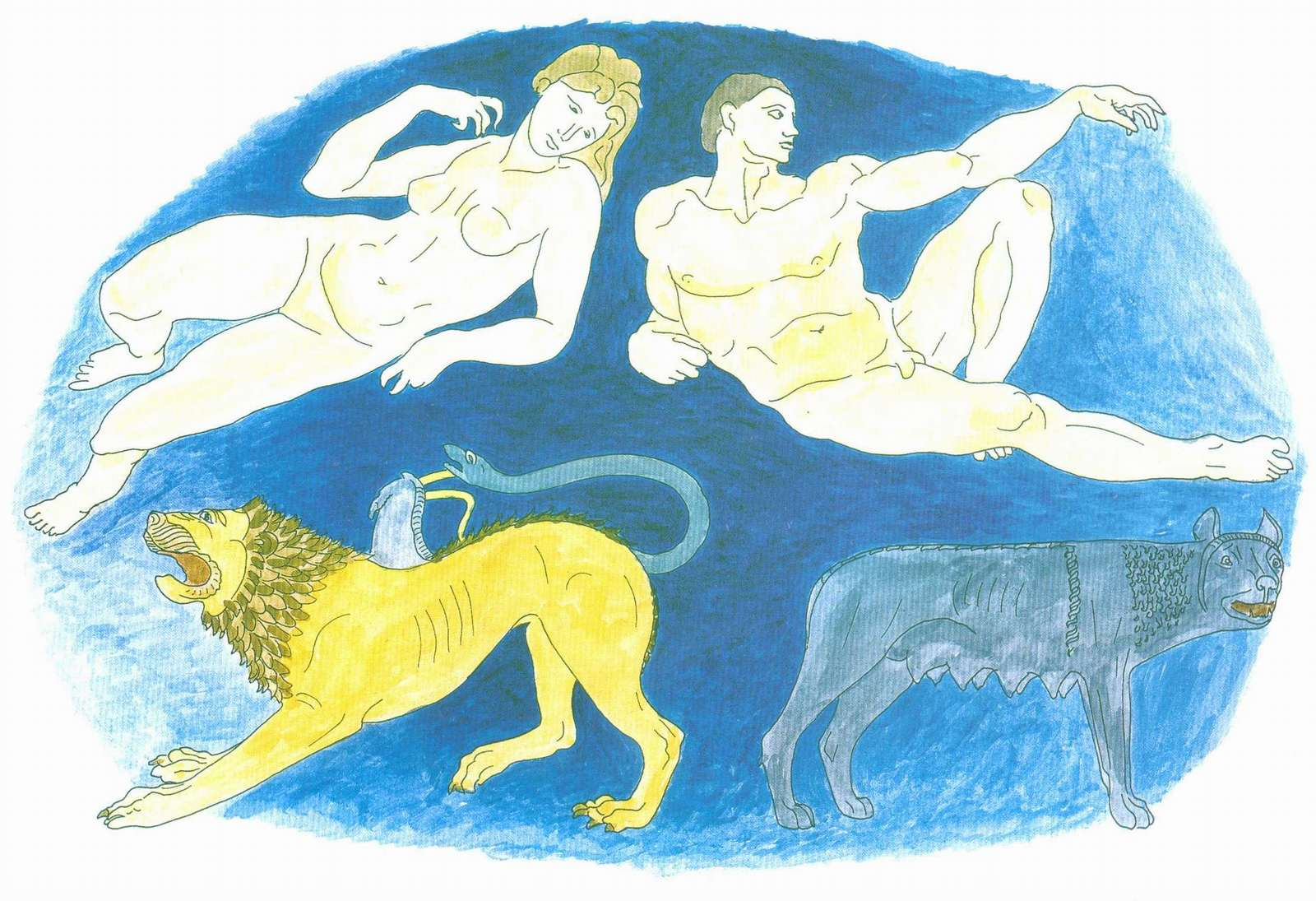
Két Michelangelo-alkotás, és két etruszk kori szobor rajza

Az etruszkok, Hérodotosz leírása szerint, a kisázsiai Lüdiából vándoroltak itáliai letelepedésük helyére. A krétai állam fölbomlása után a Földközi-tengeren a tengeri népek hajósai tartották rettegésben a parti népeket. Egyiptom többször visszaverte a Tengeri Népek támadásait, ahogy ez fölirataikon szerepel. Kis-ázsiai szülőföldjükön több olyan régészeti és épített emlék ismert, ami megerősíti e népcsoport eredetét. Összetett hagyományaik jelentős számú mezopotámiai művészeti örökséget is megőriztek. Ilyen az állatküzdelmi jelenetek ábrázolása, a leginkább szkíta művészeti körből ismert fejedelmi aranyékszer, a pektorál, és ilyen az arclemezes szemfedő is. A fejlett fémművesség is kis-ázsiai eredetű hagyományuk. Jelentős vasipart fejlesztettek ki az etruriai Elba-szigeti vasbányák kiaknázásával.
Van néhány feltűnően kimagasló művészeti alkotásuk, mely átvészelte az évezredeket. Egyik ilyen mestermű az arezzói oroszlán, a másik a római (kapitóliumi) anyafarkas, melyhez később Pollaiulo készítette el a két római városalapítónak, Romulusznak és Rémusznak a gyermekszobrát, már a reneszánsz idején. Mesterművek az egykori városfalak is, s az azokon nyitott díszes kapuk, faragott kőből épített házaik és síremlékeik. Ezeket félgömb boltozat fedte, kívül földdel borították be őket. Festészetük ezekben a sírkamrákban tanulmányozható. Stílusa és gazdagsága a krétaihoz és a dél-itáliaihoz mérhető. Jól ismertek a Vezúv kitörésekor elpusztult Pompeji és Herkulaneum falfestményei. Ezek párjai találhatók meg az etruriai sírkamrákban. Számtalan hétköznapi eszközünk legkorábban az etruszkoknál található meg. Összegzésként elmondhatjuk, hogy az etruszkok a fejlett őskori és ókori kelet műveltségét hozták magukkal s terjesztették el Itáliában.
Államszervezetük a városállamok szövetsége volt. A város építését törvények szabályozták. A városfal helyét szertartásos tevékenységgel jelölték ki, szántották körbe. A kapuzat helyén fölemelték az ekét, mert azon a helyen később is átjárás történt. Két merőleges utat jelöltek ki a város tengelyéül: egy észak-déli és egy kelet-nyugati irányút. A kettő találkozásánál szent kutat ástak. A megépített falat gondosan őrizték, megközelíteni sem volt szabad. A közép-itáliai pásztornépekből formálódó rómaiak fokozatosan hódították meg az etruszk városokat. A mai Róma területén egykor több etruszk város állt. A legismertebb Veii, itt maradt fönn a szép arcú veii Apolló szobor az etruszk templom homlokzatáról. Az etruszk templom más szerkezetű volt, mint a görögök temploma – más hagyományokból táplálkozott építészetük. Oszlopok által tartott nyitott előcsarnok állt a zárt belső szentély előtt. A szentélyben etruszk istenhármas szobra állt. Ezt az istenhármast, Juno, Jupiter és Minerva alakjában már római istenekkel, később a rómaiak is átvették.